# Alexander Wladimirowitsch Beljakow
Alexander Wladimirowitsch Beljakow (russisch Александр Владимирович Беляков; * 26. Januar 1962 in Moskau) ist ein ehemaliger Rennrodler, der für die Sowjetunion antrat.
Beljakow trat im Doppelsitzer mit Jewgeni Beloussow an. Ihren ersten internationalen Erfolg feierten sie 1984 mit dem Gewinn der Silbermedaille bei den Olympischen Winterspielen in Sarajevo. Zwei Jahre später wurden sie Europameister in Hammarstrand, 1988 erreichten sie den dritten Platz bei den Europameisterschaften in Königssee. Ebenfalls Bronze gewannen Beljakow und Beloussow bei den Weltmeisterschaften 1989 in Winterberg im Teamwettbewerb.
Im Laufe ihrer Karriere gewannen sie zwei Weltcuprennen und schlossen die Saison 1987/88 als Gesamtsieger ab. Beljakow und Beloussow sind damit die erfolgreichsten Rodler im Doppel der Sowjetunion.
Sein Bruder Gennadi Beljakow war ebenfalls als Rennrodler aktiv.

## Erfolge

### Weltcupsiege
Einzel
| Nr. | Datum         | Ort      | Bahn                                  |
| --- | ------------- | -------- | ------------------------------------- |
| 1.  | 18. Dez. 1983 | Sarajevo | Trebevic – Bob- und Rennschlittenbahn |
| 2.  | 13. Dez. 1987 | Sarajevo | Trebevic – Bob- und Rennschlittenbahn |